# Evangelische Stadtkirche (Schwenningen)

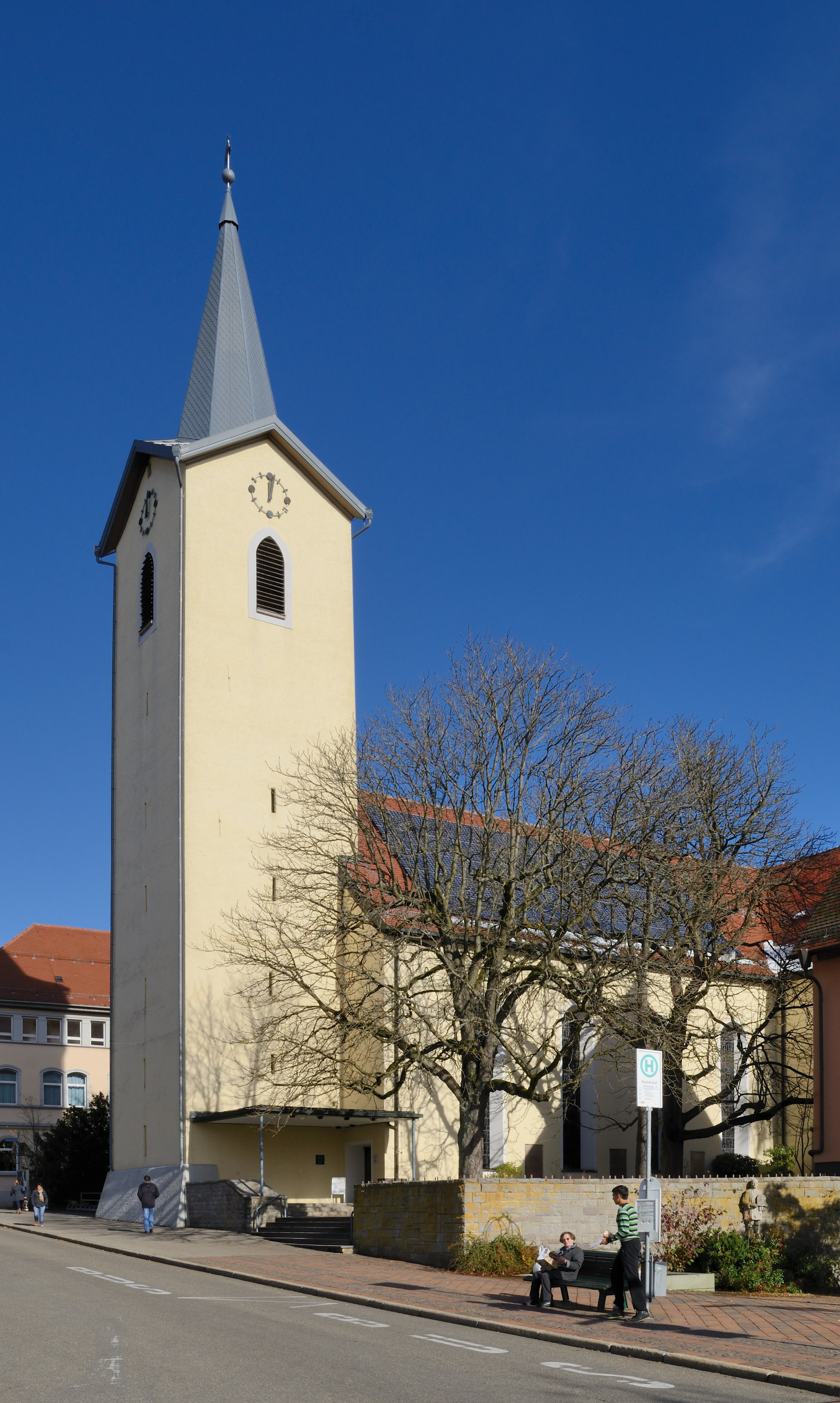
VS-Schwenningen, Evangelische Stadtkirche

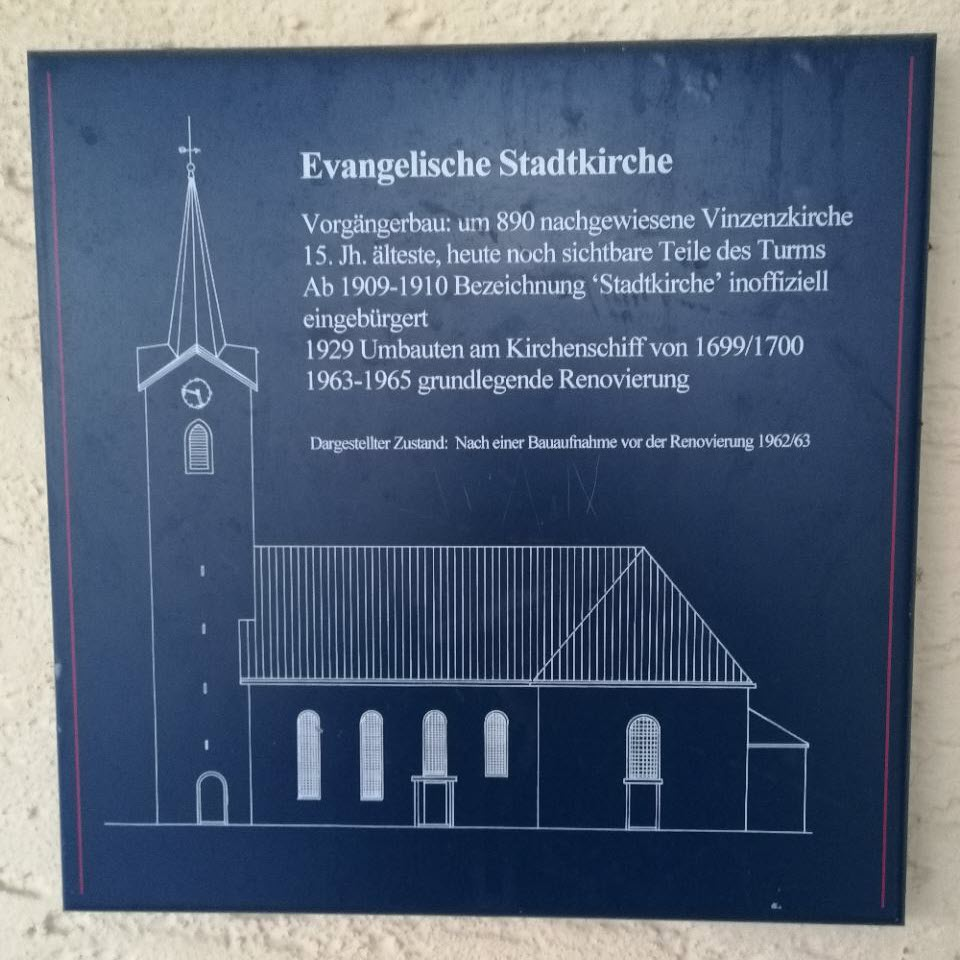
Hinweistafel zur Geschichte an der Außenmauer der Stadtkirche

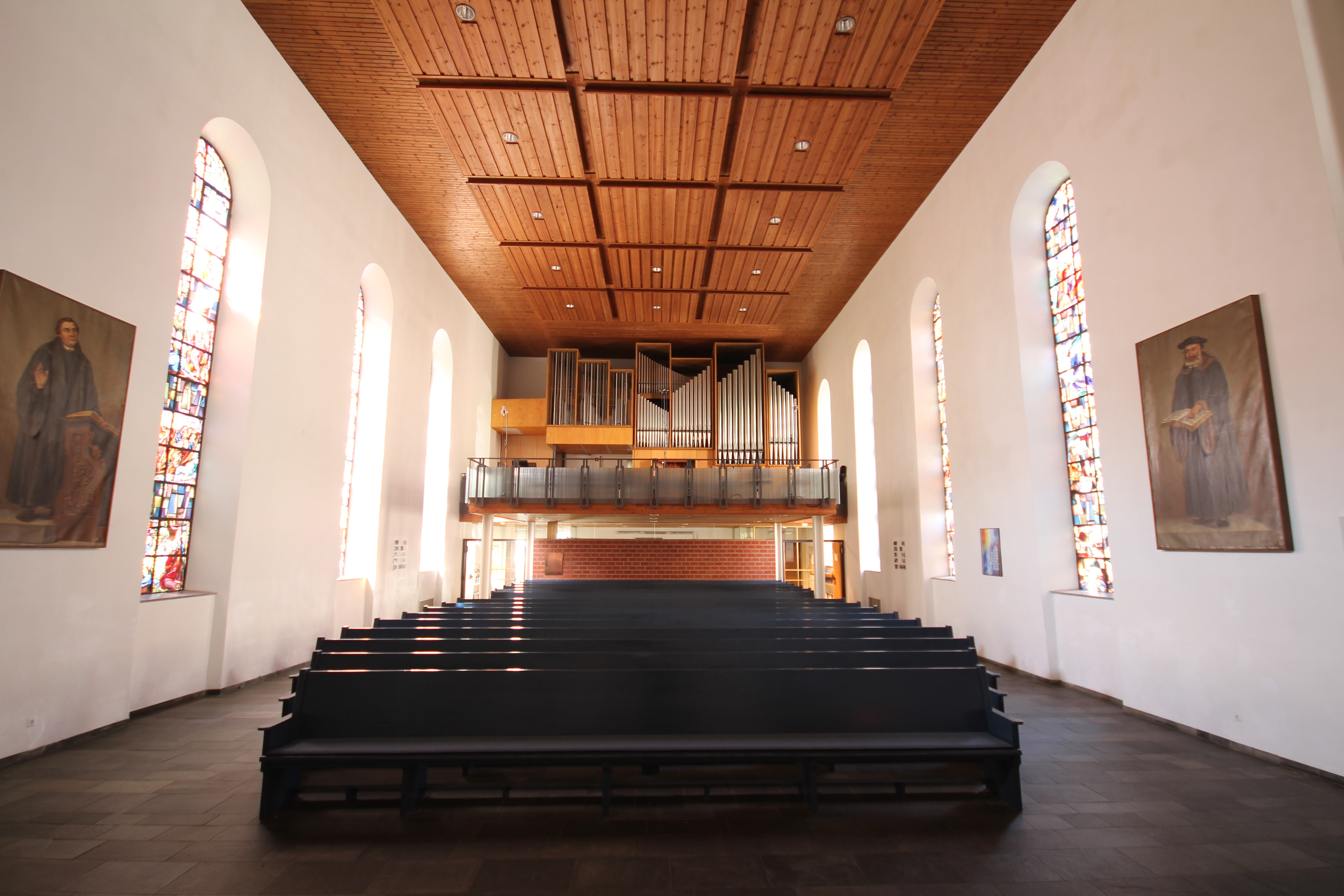
Langhaus der Evangelischen Stadtkirche Schwenningen mit Empore und Steinmeyer-Orgel

Die Evangelische Stadtkirche (auch: Stadtpfarrkirche) steht in Schwenningen am Neckar, einer bis 1972 eigenständigen Stadt, seitdem Stadtbezirk von Villingen-Schwenningen im Schwarzwald-Baar-Kreis in Baden-Württemberg. Die Kirchengemeinde Schwenningen gehört zum Kirchenbezirk Rottweil in der Evangelischen Landeskirche in Württemberg. Die Stadtkirche in der Kirchstraße 2 ist die älteste von drei Kirchen der evangelischen Kirchengemeinde Schwenningen. Ihr Turm steht unter Denkmalschutz.

## Geschichte
Wo heute die evangelische Stadtkirche steht, befand sich schon vor weit über einem Jahrtausend eine Kirche, die ursprünglich dem heiligen Vinzenz geweiht war. Im 15. Jahrhundert wurde an deren Stelle die Stadtkirche Schwenningen erbaut. 1525 im Bauernkrieg und 1633 im Dreißigjährigen Krieg wurde sie zerstört, nur die Grundmauern des Kirchturms blieben jeweils erhalten. Beide Male wurde sie wieder aufgebaut, 1837 durch ein Querschiff ergänzt. 1963 und 2009 wurde die Stadtkirche insbesondere im Inneren völlig renoviert.

## Ausstattung
Der Turm erhielt zuletzt 1951 neue Glocken, nachdem die alten während des Nationalsozialismus entwendet wurden. Auf der Kirchturmspitze wurde 1999 die Sturmfahne durch einen neuen Wetterhahn ersetzt. In der Stahlkugel befinden sich Erinnerungsgegenstände aus der Zeit um 1900, ergänzt durch solche von der Jahrtausendwende. Vier Grabplatten an der Außenwand – drei von Pfarrern im 17. bis 18. Jahrhundert – sind Relikte des Friedhofs, der die Kirche früher umgab.
Bis zur Renovierung 1963/65 war das Kircheninnere im Kunststil des 19. Jahrhunderts gestaltet. Unter der Leitung des Schwenninger Architekten Christian Schlenker und des Glasmalers Rudolf Yelin, Stuttgart, wurde der Kirchenraum im nüchternen Stil der deutschen Nachkriegszeit umgestaltet. Altarwand, Fenster, Kanzel, Taufbecken, Leuchter und Altarkreuz tragen Yelins Handschrift. Vier Fenster mit Bibelmotiven im hinteren Bereich des Hauptschiffs wurden 1927 von Schwenninger Familien in Amerika gestiftet.

## Orgel

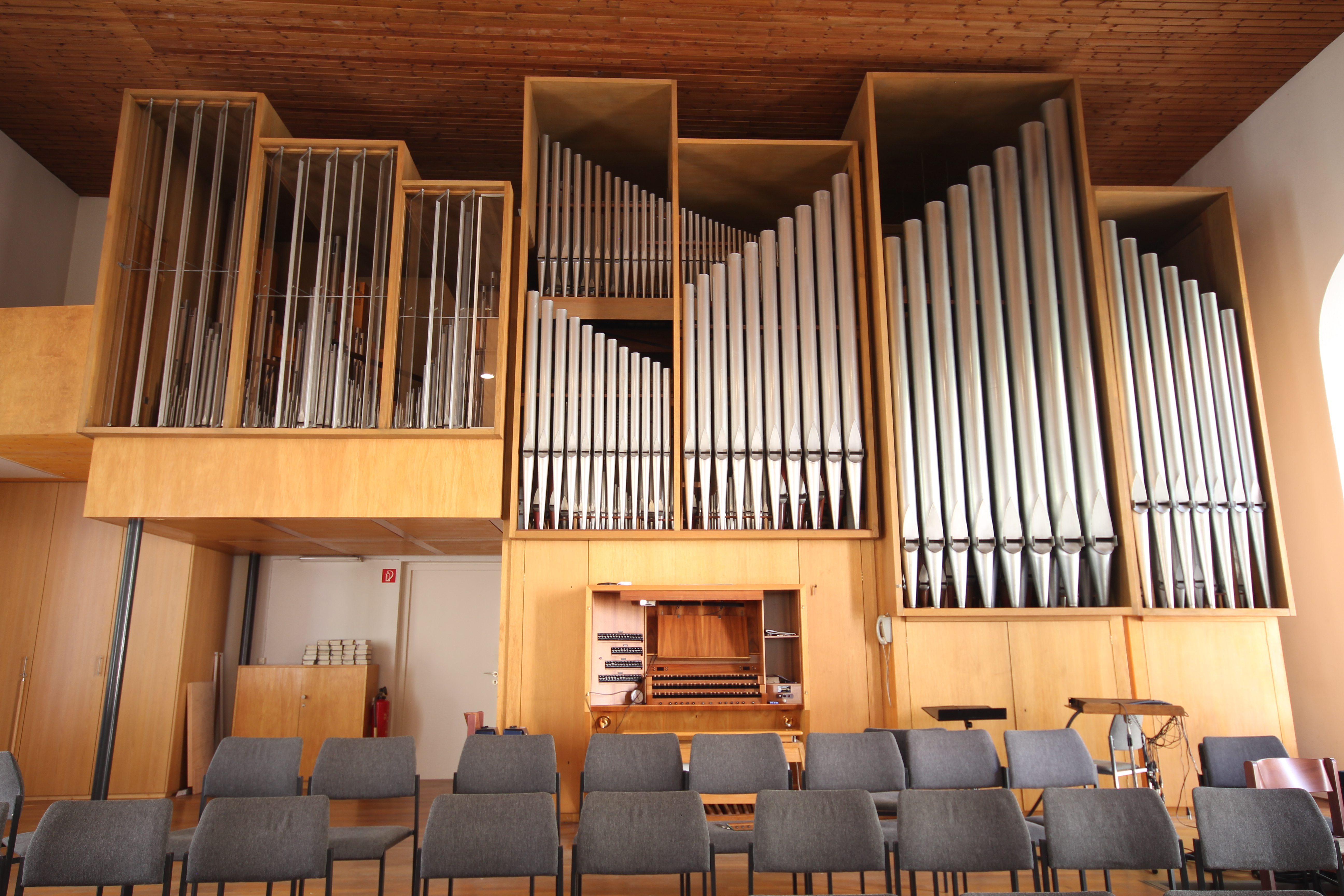
Prospekt der Steinmeyer-Orgel

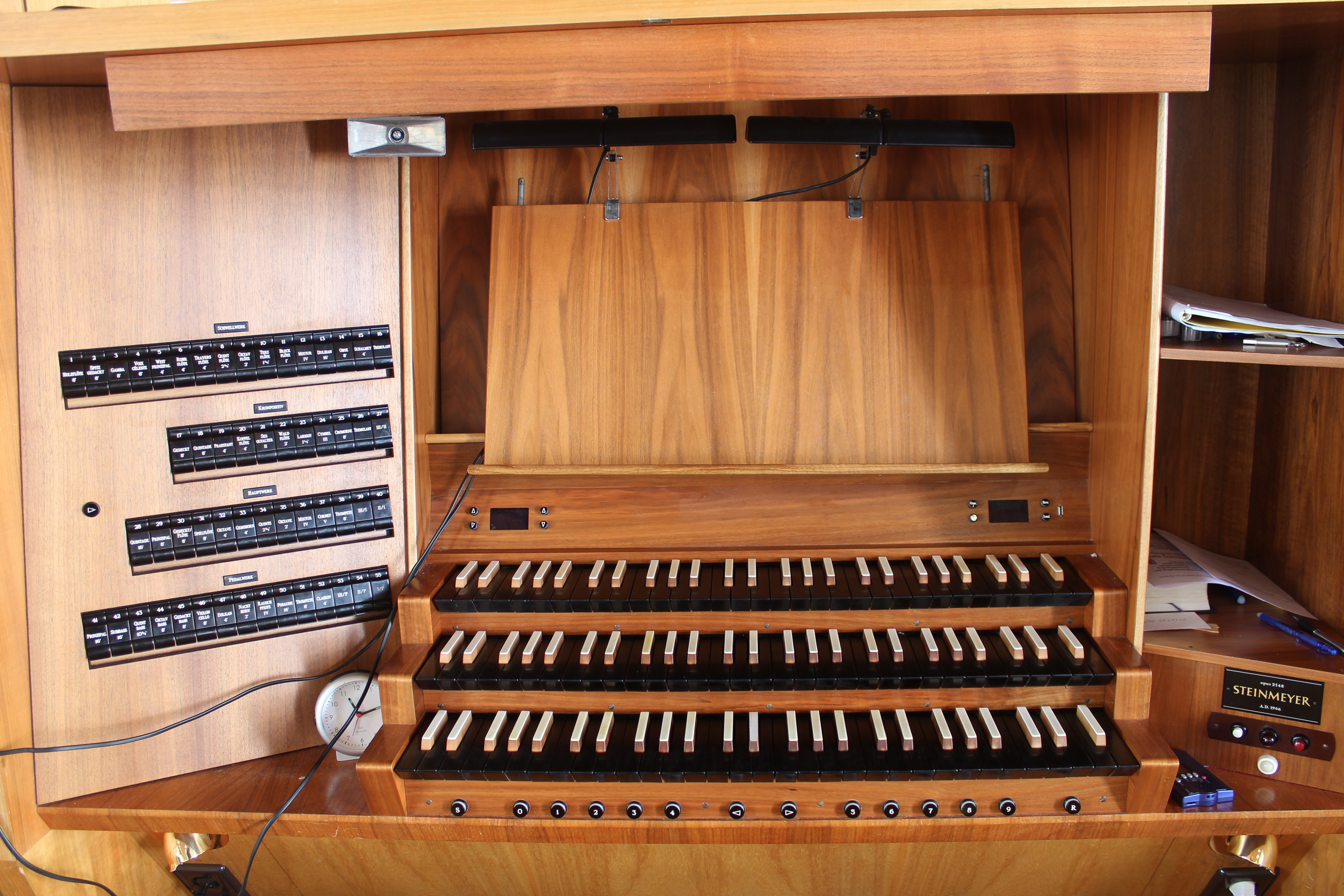
Orgelspieltisch

Die Disposition und der Prospektentwurf der dreimanualigen Orgel wurde vom Esslinger Orgelsachverständigen Walter Supper entworfen und 1966 als Opus 2148 von G. F. Steinmeyer & Co. gebaut. 1985 erfolgte ein Umbau mit klanglicher Erweiterung und Verbesserung, 2009 eine Sanierung der Orgel mit weiteren Veränderungen und dem Einbau einer Setzeranlage durch Mönch Orgelbau. Dabei wurden auch einige Register umbenannt. 2018 wurde die Orgel vom Münchner Orgelbau Johannes Führer erneut umgebaut und erweitert.
Die Disposition mit 47 Registern auf drei Manualen und Pedal lautet seit dem letzten Umbau wie folgt:
| I Hauptwerk C–g3 |               |       |
| 1.               | Quintade      | 16′   |
| 2.               | Prinzipal     | 8′    |
| 3.               | Gedeckt/Flöte | 8′    |
| 4.               | Spielflöte    | 8′    |
| 5.               | Oktave        | 4′    |
| 6.               | Gemshorn      | 4′    |
| 7.               | Quinte        | 2 ⁄3′ |
| 8.               | Oktave        | 2′    |
| 9.               | Cornet V      |       |
| 10.              | Mixtur IV     |       |
| 11.              | Trompete      | 8′    |

| II Kronpositiv C–g3 |                |       |
| 12.                 | Gedeckt        | 8′    |
| 13.                 | Quintade       | 8′    |
| 14.                 | Praestant      | 4′    |
| 15.                 | Koppelflöte    | 4′    |
| 16.                 | Waldflöte      | 2′    |
| 17.                 | Larigot        | 1 ⁄3′ |
| 18.                 | Sesquialter II |       |
| 19.                 | Cymbel III     |       |
| 20.                 | Cromorne       | 8′    |
|                     | Tremulant      |       |

| III Schwellwerk C–g3 |               |        |
| 21.                  | Holzflöte     | 8′     |
| 22.                  | Spitzgedackt  | 8′     |
| 23.                  | Gamba         | 8′     |
| 24.                  | Voix céleste  | 8′     |
| 25.                  | Weitprinzipal | 4′     |
| 26.                  | Rohrflöte     | 4′     |
| 27.                  | Traversflöte  | 4′     |
| 28.                  | Quintflöte    | 2 ⁄3′  |
| 29.                  | Oktavflöte    | 2′     |
| 30.                  | Terzflöte     | 1 3⁄5′ |
| 31.                  | Blockflöte    | 1′     |
| 32.                  | Mixtur IV     |        |
| 33.                  | Dulzian       | 16′    |
| 34.                  | Oboe          | 8′     |
| 35.                  | Schalmey      | 4′     |
|                      | Tremulant     |        |

| Pedalwerk C–f1 |                 |         |
| 36.            | Prinzipal       | 16′     |
| 37.            | Subbass         | 16′     |
| 38.            | Quintbass       | 10 2⁄3′ |
| 39.            | Oktavbass       | 8′      |
| 40.            | Gedacktbass     | 8′      |
| 41.            | Violoncello     | 8′      |
| 42.            | Dolkan          | 4′      |
| 43.            | Nachthorn       | 2′      |
| 44.            | Rauschpfeife IV |         |
| 45.            | Posaune         | 16′     |
| 46.            | Trompete        | 8′      |
| 47.            | Clairon         | 4′      |

- Koppeln: II/I, III/I, III/II, I/P, II/P, III/P (als Wippen und als Pistons)